# Детлінген
Детлінген (нім. Dötlingen) — сільська громада в Німеччині, розташована в землі Нижня Саксонія. Входить до складу району Ольденбург.
Площа — 101,84 км2. Населення становить 6380 ос. (станом на 31 грудня 2021).